# Julian Marquez
Julian Marquez (Kansas City, Misuri; 8 de mayo de 1990) es un artista marcial mixto estadounidense que compite actualmente en la división de peso mediano de Ultimate Fighting Championship (UFC).

## Carrera de artes marciales mixtas

### Carrera temprana
Marquez comenzó su carrera profesional en las artes marciales mixtas en mayo de 2014, derrotando a su oponente Charles Rooks por TKO en sólo 53 segundos. Más de un año después compiló su segunda victoria en su carrera. El 26 de febrero de 2016 Marquez sufrió su primera derrota en Bellator 150. Después de tres asaltos su oponente Chris Harris recibió la victoria por decisión unánime. Marquez pasó a ganar sus siguientes tres combates seguidos, incluyendo una victoria sobre el veterano de la UFC Matt Hamill antes de debutar en la UFC.

### Ultimate Fighting Championship

#### 2017
Marquez participó en el Dana White's Contender Series 4 el 1 de agosto de 2017 contra Phil Hawes. Ganó la pelea por KO tras conectar una patada a la cabeza en el segundo asalto.
Se esperaba que Marquez enfrentara a Vitor Miranda el 16 de diciembre de 2017, en UFC on Fox 26. Sin embargo, el 4 de diciembre, se anunció que Miranda se había retirado de la pelea, citando una lesión y fue reemplazado por Darren Stewart. Ganó la pelea por sumisión en el segundo asalto. Esta pelea lo hizo merecedor de su primer premio de Pelea de la Noche.

#### 2018
Marquez enfrentó a Alessio Di Chirico el 6 de julio de 2018, en The Ultimate Fighter 27 Finale. En el pesaje, Marquez pesó 190 libras, cuatro libras por encima del límite de peso medio de 186. Se le impuso una multa del 30% de su bolsa que fue hacía Di Chirco y la pelea continuó en un peso pactado. Perdió la pelea por decisión dividida. 14 de 17 miembros de los medios de comunicación le dieron la pelea a Marquez.
Durante su pelea con Di Chirico, Marquez sufrió un desgarro total del músculo dorsal ancho, una lesión poco frecuente, sobre todo en la medida en que Marquez la había sufrido. Esta lesión hizo que Marquez tuviera que someterse a dos cirugías distintas y que se perdiera casi dos años completos.

#### 2020
Márquez estaba programado para enfrentar a Saparbek Safarov el 29 de agosto de 2020, en UFC Fight Night 175. Sin embargo, la pelea se trasladó a UFC Fight Night 183 en noviembre después de que Safarov se enfrentara a restricciones de viaje relacionadas con la pandemia de COVID-19. A su vez, Safarov se retiró por problemas de corte de peso un día antes del evento y el par se canceló de nuevo.

#### 2021
Marquez enfrentó a Maki Pitolo el 13 de febrero de 2021, en UFC 258. Ganó la pelea por sumisión en el tercer asalto. Esta victoria lo hizo merecedor de su primer premio de Actuación de la Noche.
Marquez enfrentó a Sam Alvey el 10 de abril de 2021, en UFC on ABC 2. Ganó la pelea por sumisión en el segundo asalto. Esta victoria lo hizo merecedor de su primer premio de Actuación de la Noche.
Marquez estaba programado para enfrentar a Jordan Wright el 16 de octubre de 2021, en UFC Fight Night 195. En el pesaje, Marquez fue retirado de su pelea de peso mediano contra Wright debido a "problemas de salud no relacionados con el COVID". Nunca llegó a la báscula, a pesar de que su oponente pesó dentro del límite de la pelea de peso medio sin título. Como resultado, la pelea fue cancelada.

#### 2022
Marquez estaba programado para enfrentar a Kyle Daukaus el 19 de febrero de 2022, en UFC Fight Night 201. Sin embargo, Marquez se retiró de la pelea por razones no reveladas, y fue reemplazado por Jamie Pickett.
Marquez estaba programado para enfrentar a Wellington Turman el 18 de junio de 2022, en UFC on ESPN 37.  Sin embargo, Turman se retiró de la pelea por una lesión de orbital y fue reemplazado por Gregory Rodrigues. Perdió la pelea por nocaut en el primer asalto.
Como la primera pelea de su nuevo contrato de cuatro peleas, Marquez estaba programado para enfrentar a Deron Winn el 17 de diciembre de 2022, en UFC Fight Night 216. Sin embargo, dos días antes del evento, Winn fue obligado a retirarse de la pelea luego de caerse de la peela, al sufrir una concusión y la pelea fue cancelada.

#### 2023
Marquez enfrentó a Marc-André Barriault el 4 de marzo de 2023, en UFC 285. Perdió la pelea por TKO en el segundo asalto.

#### 2024
Marquez enfrentó a Zachary Reese el 8 de junio de 2024, en UFC on ESPN 57. Perdió la pelea por TKO en el primer asalto.

## Vida personal
Marquez es de ascendencia cubana a través de su padre, que inspiró su apodo. Tiene un podcast, "Beauty and the Beast", con la actriz pornográfica Kendra Lust.

## Campeonatos y logros

### Artes marciales mixtas
- Ultimate Fighting Championship
  - Pelea de la Noche (Dos veces)  vs. Darren Stewart y Sam Alvey[6][20]
  - Actuación de la Noche (Una vez)  vs. Maki Pitolo[18]

## Récord en artes marciales mixtas
| Récord profesional | Récord profesional | Récord profesional |
| 14 peleas          | 9 victorias        | 5 derrotas         |
| ------------------ | ------------------ | ------------------ |
| Nocaut             | 6                  | 3                  |
| Sumisión           | 3                  | 0                  |
| Decisión           | 0                  | 2                  |

| Resultado | Récord | Oponente             | Método                              | Evento                                       | Fecha                   | Ronda | Tiempo | Localización            | Notas                                                    |
| --------- | ------ | -------------------- | ----------------------------------- | -------------------------------------------- | ----------------------- | ----- | ------ | ----------------------- | -------------------------------------------------------- |
| Derrota   | 9–5    | Zachary Reese        | TKO (golpes)                        | UFC on ESPN: Cannonier vs. Imavov            | 8 de junio de 2024      | 1     | 0:20   | Louisville, Kentucky    |                                                          |
| Derrota   | 9–4    | Marc-André Barriault | TKO (golpes)                        | UFC 285                                      | 4 de marzo de 2023      | 2     | 4:12   | Las Vegas, Nevada       |                                                          |
| Derrota   | 9–3    | Gregory Rodrigues    | KO (golpes)                         | UFC on ESPN: Kattar vs. Emmett               | 18 de junio de 2022     | 1     | 3:18   | Austin, Texas           |                                                          |
| Victoria  | 9–2    | Sam Alvey            | Sumisión técnica (rear-naked choke) | UFC on ABC: Vettori vs. Holland              | 10 de abril de 2021     | 2     | 2:07   | Las Vegas, Nevada       | Pelea de la Noche.                                       |
| Victoria  | 8–2    | Maki Pitolo          | Sumisión (anaconda choke)           | UFC 258                                      | 13 de febrero de 2021   | 3     | 4:17   | Las Vegas, Nevada       | Actuación de la Noche.                                   |
| Derrota   | 7–2    | Alessio Di Chirico   | Decisión (dividida)                 | The Ultimate Fighter: Undefeated Finale      | 6 de julio de 2018      | 3     | 5:00   | Las Vegas, Nevada       | Pelea en peso pactado (190 lbs); Marquez no dio el peso. |
| Victoria  | 7–1    | Darren Stewart       | Sumisión (guillotine choke)         | UFC on Fox: Lawler vs. dos Anjos             | 16 de diciembre de 2017 | 2     | 2:42   | Winnipeg, Manitoba      | Pelea de la Noche.                                       |
| Victoria  | 6–1    | Phil Hawes           | KO (patada en la cabeza)            | Dana White's Contender Series 4              | 1 de agosto de 2017     | 2     | 2:20   | Las Vegas, Nevada       | Regreso a peso mediano.                                  |
| Victoria  | 5–1    | Cameron Olson        | KO (puñetazo)                       | LFA 12                                       | 19 de mayo de 2017      | 1     | 1:06   | Prior Lake, Minnesota   |                                                          |
| Victoria  | 4–1    | Matt Hamill          | TKO (golpes)                        | Combate Americas: Empire Rising              | 14 de octubre de 2016   | 1     | 1:22   | Verona, Nueva York      | Debut en peso semipesado.                                |
| Victoria  | 3–1    | Idrees Wasi          | TKO (golpes)                        | Combate Americas: Road to the Championship 5 | 9 de mayo de 2016       | 2     | 2:05   | Los Ángeles, California |                                                          |
| Derrota   | 2–1    | Chris Harris         | Decisión (unánime)                  | Bellator 150                                 | 26 de febrero de 2016   | 3     | 5:00   | Mulvane, Kansas         |                                                          |
| Victoria  | 2–0    | Jesse Jones          | TKO (golpes)                        | KCF Alliance 14                              | 25 de abril de 2015     | 1     | 2:29   | Independence, Misuri    |                                                          |
| Victoria  | 1–0    | Charles Rooks        | TKO (golpes)                        | Blackout FC 22                               | 24 de mayo de 2014      | 1     | 0:53   | Kansas City, Misuri     | Debut en peso mediano.                                   |